# Statut de journaliste professionnel en France
Le statut de journaliste professionnel est garanti par la loi Brachard et la loi Cressard, votées à l'unanimité en 1935 puis en 1974. Il vise à protéger d'une part les sources d'information des journalistes et d'autre part leurs publics contre les risques d'amateurisme ou d'atteintes à la déontologie. Le statut inclut aussi un décret de 1936 créant la Commission de la carte d’identité des journalistes professionnels, chargée de délivrer la carte de presse en France.
Ce statut s'inscrit dans l'héritage de la Loi sur la liberté de la presse du 29 juillet 1881, dont l’article 6 dispose que "toute publication de presse doit avoir un directeur de publication", exerçant une responsabilité pénale, en particulier en matière de diffamation.
L'exercice du journalisme en France est libre et n'est pas réservé aux journalistes professionnels. Il peut être exercé, par exemple, dans le cadre d'un média associatif ou autre, à but non lucratif et donc non enregistré à la Commission paritaire des publications et des agences de presse. Ces journalistes-là ne bénéficient pas de la protection du statut de journaliste professionnel.

## Histoire du statut

### Déclenchement
L'élément qui a déclenché le vote de la loi est l'Affaire Arthur Raffalovitch avec la publication en 1931 d'un livre récapitulant l'enquête établissant qu'Arthur Raffalovitch, attaché à l'ambassade de Russie à Paris avant la Première Guerre mondiale, a réussi à corrompre des dizaines de journalistes pour obtenir qu'ils écrivent des articles favorables aux emprunts russes. Il a distribué 6,5 millions de francs (environ 23 millions d'euros de 2005), entre 1900 et 1914, de manière à assurer le succès du placement des emprunts russes dans le grand public.

### La Loi de 1935
Le vote de la loi Brachard fut ainsi précédée d'une longue période de consultations, trois années au terme duquel le député rapporteur, Émile Brachard rédigea le rapport Brachard, qui souligne que "dans tous les pays, la presse est placée soit sous un statut spécial, qu'il soit de privilège ou de contraint" et ajoute "si nous ne sommes pas de ceux qui prétendent faire de la presse un service public, nous considérons du moins que son rôle est capital dans un ordre démocratique, qu'elle n'est à même de le remplir que dans la liberté, et que le statut professionnel des journalistes est une des garanties de cette indispensable liberté".
L'année suivante, une convention collective est signée, le 23 novembre 1937, entre patronat de la presse et syndicats de journalistes, qui établit les conditions d’embauche et de licenciement, les congés, les barèmes de salaires Pour compléter ces trois années de réflexion intense en faveur d'une meilleure qualité de l'information, afin de faire appliquer la déontologie du journalisme, la Charte des devoirs professionnels des journalistes français est révisée et complétée deux mois plus tard, en janvier 1938, par le Syndicat national des journalistes, qui améliore ainsi la charte des devoirs rédigée en 1918, l'année de sa création.
Les syndicats de journalistes réclament l'annexion de cette charte de déontologie à la convention collective nationale de travail des journalistes, comme l'un des éléments constitutifs du statut du journaliste, mais les syndicats de patrons de presse sont réticents, estimant que les tribunaux des prud'hommes ont déjà trop tendance à considérer les éléments de déontologie en cas de licenciement.
"Nous professons que le journal, étant un agent d'éducation populaire, doit être ouvert à quiconque a une idée, une critique à exprimer. Mais nous pensons aussi que le journal en lui-même, dans ses rubriques et dans sa formation technique, est une œuvre quotidienne qui ne doit être confiée qu'aux mains expérimentées des professionnels. Et parce qu'il est indispensable que ces professionnels puissent se faire reconnaître et se reconnaissent entre eux, nous nous proposons de créer un signe visible de reconnaissance, qui sera la carte d'identité", explique le rapport Brachard.
"Il s'agit aussi d'instituer et de poursuivre un sérieux enseignement technique, qui assurera le recrutement rationnel de la profession et haussera le niveau des valeurs", ajoute le texte.

### Extension à tous les journalistes en 1974
Près de quarante ans après sa promulgation, la loi Brachard fut complétée en 1974 par la loi Cressard, qui étend le statut de journaliste professionnel et toutes ses garanties, à tous les journalistes pigistes.

## Composition du statut

### Protection contre les abus du propriétaire du média
La loi Brachard, qui figure dans le code du travail, reconnaît aux journalistes un droit d’auteur, la clause de conscience, la clause de cession, et l'usage du "mois par année", une indemnité d'un mois de salaire par année d'ancienneté en cas de licenciement. En cas de litige, une commission arbitrale est chargée de trancher, sans possibilité d'appel. Elle est composée de professionnels désignés par les employeurs et par les syndicats de journalistes se présentant aux élections à la Commission de la carte d’identité des journalistes professionnels.
Ces dispositions visent à garantir aux journalistes professionnels une certaine stabilité dans leur poste, leur permettant de tisser des liens de confiance avec leurs lecteurs et leurs sources d'information, en rendant plus difficiles aux propriétaires de journaux les opérations financières à court terme tels que les licenciements boursiers ou les rachats de titres pour les vider de leur contenu.
Afin d'encourager par ailleurs les créations d'entreprises de médias, favorisant du sang neuf et une diversité au sein de la presse, les aides à la presse en France ont accompagné la création du statut de journaliste et la signature de la Convention collective nationale de travail des journalistes. La première d'entre elles a été en 1934 l'Allocation pour frais d'emploi des journalistes, qui ne représente plus qu'un montant très marginal des aides à la presse en France.

### Frein au licenciement
La loi Brachard fixe l'indemnité due à un journaliste professionnel en cas de licenciement, plus avantageuse que ce que prévoient toutes les conventions collectives d'autres professions. La loi vise à protéger la relation de confiance de long terme entre une rédaction et son public, en obligeant les propriétaires de médias d'y réfléchir à deux fois avant de licencier les journalistes qui incarnent ce média pour le public.
L'article L.7112-3 du code du travail précise que si l’employeur est à l’initiative de la rupture, l'indemnité ne peut être inférieure à un mois, par année ou fraction d’année de collaboration, des derniers appointements, que le journaliste soit mensualisé ou pigiste. Il doit avoir la carte de presse, attribuée par la commission de la carte d'identité des journalistes professionnels. C'est son ancienneté dans l'entreprise à un poste de journaliste qui est prise en compte, même pour les années où il n'avait pas cette carte de presse.
Le maximum des mensualités est fixé à quinze. Au delà de 15 ans d'ancienneté, le supplément éventuel d'indemnité est décidé par la commission arbitrale des journalistes. La durée du préavis est de un mois pour une ancienneté inférieure à deux ans et de 2 mois après 2 ans d'ancienneté y compris pour les cadres.
Le journaliste professionnel disposant d'un carnet d'adresses et d'un connaissance des dossiers qu'il suit, la loi Brachard a voulu rendre plus difficile le licenciement des journalistes professionnels, afin d'éviter une rotation trop importante des effectifs.

### Avantages fiscaux
En plus de l'abattement forfaitaire de 10% s'appliquant à tous les salariés, un journaliste bénéficie également d’un abattement forfaitaire de 7.650 euros sur son revenu net déclaré pour le calcul de l'impôt sur le revenu. Pour l’imposition des revenus 2019 par exemple, le bénéfice de l'abattement d'impôt pour les journalistes est accordé à ceux dont le revenu annuel brut est inférieur à 93.510 euros.
En complément de cet avantage fiscal, les journalistes peuvent par ailleurs bénéficier d'un abattement de 30% sur les cotisations sociales salariales et patronales (c'est-à-dire que les cotisations sont prélevées sur 70% du salaire brut) dans la limite de 7 600 euros par an.
Ces avantages sont considérés comme des «allocations de frais d'emplois».

## Les commissions paritaires de la profession
Le statut de journaliste professionnel en France a été mis en pratique par le biais de cinq grandes commissions qui encadrent la profession du journalisme, en vertu du paritarisme et de lois spécifiques, au sein desquelles sont représentés les éditeurs de médias et les journalistes salariés (pigistes et mensualisés) :
- la Commission arbitrale
- la Commission de la carte d'identité des journalistes professionnels
- la Commission des droits d'auteur des journalistes
- la Commission paritaire des journalistes rémunérés à la pige
- la Commission paritaire nationale de l'emploi des journalistes.